# Биргандж (город, Бангладеш)
Биргандж (бенг. বীরগঞ্জ, англ. Birganj) — город на севере Бангладеш, административный центр одноимённого подокруга. Площадь города равна 6,5 км². По данным переписи 2001 года, в городе проживало 10 827 человек, из которых мужчины составляли 53,87 %, женщины — соответственно 46,13 %. Плотность населения равнялась 1666 чел. на 1 км². Уровень грамотности населения составлял 50,7 % (при среднем по Бангладеш показателе 43,1 %). 